# Neotetanurae
De Neotetanurae vormen een groep theropode dinosauriërs, behorend tot de Tetanurae. De klade is in 1994 door Paul Sereno gedefinieerd als de groep bestaande uit de laatste gemeenschappelijke voorouder van Allosaurus fragilis en de Neornithes en al zijn afstammelingen. Neornithes is dan de kroongroep Aves; dat wil zeggen de klade die gevormd wordt door de laatste gemeenschappelijke voorouder van alle huidige vogels en al zijn afstammelingen. In 2005 gaf Sereno een exactere definitie: de laatste gemeenschappelijke voorouder van Allosaurus fragilis, de huismus Passer domesticus, Carcharodontosaurus saharicus, en Sinraptor dongi en al zijn afstammelingen.
De naam is vermoedelijk een synoniem van Avetheropoda.